# Nyron Nosworthy
Nyron Paul Nosworthy (ur. 11 października 1980 roku w Brixton w Londynie) – angielsko-jamajski piłkarz występujący na pozycji obrońcy, reprezentant Jamajki.

## Kariera klubowa
Nosworthy swoją przygodę z futbolem rozpoczął w Giilingham. W seniorskiej piłce zadebiutował 28 listopada 1998, ostatecznie kończąc sezon 1998/99 z 3 ligowymi występami. W kolejnym sezonie miał duży udział w awansie zespołu do Division One, notując 29 ligowych występów. Przez następne 5 sezonów grał na zapleczu Premier League. Piłkarzem Gillingham był do 2005, rozgrywając łącznie 174 spotkań, w których 5 razy wpisał się na listę strzelców.
13 czerwca 2005, jako wolny zawodnik, podpisał kontrakt z grającym w Premier League Sunderlandzie. Pierwszy sezon na najwyższym szczeblu rozgrywek zakończył się spadkiem dla klubu. Nosworthy 30 razy pojawiał się na placu gry. W kolejnej kampanii zdobył wraz z klubem mistrzostwo Championship sezonu 2006/07. Do połowy sezonu 2009/10 zagrał w koszulce Sunderlandu 114 razy. Na początku 2010 został wypożyczony do Sheffield United. Łącznie przed półtora roku 50 razy zagrał dla popularnych Szabli, i strzelił jedną bramkę. 
Sezon 2011/12 spędził na kolejnym wypożyczeniu, tym razem w Watfordzie, do którego odszedł definitywnie rok później. Nosworthy 56 razy zagrał dla Szerszeni, dwa razy strzelając bramkę. W drugiej części sezonu 2013/14 został wypożyczony do Bristol City. 
W kolejnych miesiącach grał w Blackpool (5 występów), Portsmouth (7 występów) oraz Dagenham & Redbridge (17 występów, jedna bramka). W 2016 zakończył karierę piłkarską. 
| Sezon     | Klub                 | Kraj   | Rozgrywki      | Mecze | Bramki |
| --------- | -------------------- | ------ | -------------- | ----- | ------ |
| 1998/99   | Gillingham           | Anglia | Division Two   | 3     | 0      |
| 1999/2000 | Gillingham           | Anglia | Division Two   | 29    | 1      |
| 2000/01   | Gillingham           | Anglia | Division One   | 10    | 0      |
| 2001/02   | Gillingham           | Anglia | Division One   | 29    | 0      |
| 2002/03   | Gillingham           | Anglia | Division One   | 39    | 2      |
| 2003/04   | Gillingham           | Anglia | Division One   | 27    | 2      |
| 2004/05   | Gillingham           | Anglia | Championship   | 37    | 0      |
| 2005/06   | Sunderland           | Anglia | Premier League | 30    | 0      |
| 2006/07   | Sunderland           | Anglia | Championship   | 29    | 0      |
| 2007/08   | Sunderland           | Anglia | Premier League | 29    | 0      |
| 2008/09   | Sunderland           | Anglia | Premier League | 16    | 0      |
| 2009/10   | Sunderland           | Anglia | Premier League | 10    | 0      |
| 2009/10   | Sheffield United     | Anglia | Championship   | 19    | 0      |
| 2010/11   | Sheffield United     | Anglia | Championship   | 31    | 1      |
| 2011/12   | Watford              | Anglia | Championship   | 32    | 2      |
| 2012/13   | Watford              | Anglia | Championship   | 19    | 0      |
| 2013/14   | Watford              | Anglia | Championship   | 5     | 0      |
| 2013/14   | Bristol City         | Anglia | League One     | 10    | 1      |
| 2014/15   | Blackpool            | Anglia | Championship   | 5     | 0      |
| 2014/15   | Portsmouth           | Anglia | League Two     | 7     | 0      |
| 2015/16   | Dagenham & Redbridge | Anglia | League Two     | 17    | 1      |

## Kariera reprezentacyjna
Nosworthy po raz pierwszy dla drużyny narodowej Jamajki zagrał 18 maja 2012 w spotkaniu przeciwko reprezentacji Gujany, wygranym 1:0. W latach 2012–2013 zagrał w 8 spotkaniach eliminacji do Mistrzostw Świata 2014. W meczu z Antiguą i Barbudą strzelił swoją jedyną bramkę w barwach Jamajki. 
Ostatni raz w kadrze wystąpił 16 listopada 2014 w meczu kwalifikacyjnym do Złotego Pucharu CONCACAF 2015 przeciwko Haiti, wygranym 2:0. Łączny bilans gier dla Jamajki Nosworthy'ego w latach 2012–2014 to 14 spotkań, w których raz wpisał się na listę strzelców. 
| Mecze i gole w reprezentacji | Mecze i gole w reprezentacji | Mecze i gole w reprezentacji | Mecze i gole w reprezentacji | Mecze i gole w reprezentacji | Mecze i gole w reprezentacji | Mecze i gole w reprezentacji |
| #                            | Data                         | Miasto                       | Przeciwnik                   | Gol                          | Wynik                        | Rozgrywki                    |
| ---------------------------- | ---------------------------- | ---------------------------- | ---------------------------- | ---------------------------- | ---------------------------- | ---------------------------- |
| 1.                           | 18.05.2012                   | Montego Bay                  | Gujana                       |                              | 1:0                          | towarzyski                   |
| 2.                           | 27.05.2012                   | Kingston                     | Panama                       |                              | 0:1                          | towarzyski                   |
| 3.                           | 08.06.2012                   | Kingston                     | Gwatemala                    |                              | 2:1                          | El. MŚ 2014                  |
| 4.                           | 12.06.2012                   | North Sound                  | Antigua i Barbuda            |                              | 0:0                          | El. MŚ 2014                  |
| 5.                           | 07.09.2012                   | Kingston                     | Stany Zjednoczone            |                              | 2:1                          | El. MŚ 2014                  |
| 6.                           | 11.09.2012                   | Columbus                     | Stany Zjednoczone            |                              | 0:1                          | El. MŚ 2014                  |
| 7.                           | 12.10.2012                   | Gwatemala                    | Gwatemala                    |                              | 1:2                          | El. MŚ 2014                  |
| 8.                           | 16.10.2012                   | Kingston                     | Antigua i Barbuda            | Gol                          | 4:1                          | El. MŚ 2014                  |
| 9.                           | 06.02.2013                   | Meksyk                       | Meksyk                       |                              | 0:0                          | El. MŚ 2014                  |
| 10.                          | 22.03.2013                   | Kingston                     | Panama                       |                              | 1:1                          | El. MŚ 2014                  |
| 11.                          | 09.09.2014                   | Toronto                      | Kanada                       |                              | 1:3                          | towarzyski                   |
| 12.                          | 10.10.2014                   | Niigata                      | Japonia                      |                              | 0:1                          | towarzyski                   |
| 13.                          | 12.11.2014                   | Montego Bay                  | Martynika                    |                              | 1:1                          | El. Pucharu CONCACAF 2015    |
| 14.                          | 16.11.2014                   | Montego Bay                  | Haiti                        |                              | 2:0                          | El. Pucharu CONCACAF 2015    |

## Sukcesy
Sunderland
- Mistrzostwo Championship (1): 2006/07